# Дикая орхидея 2: Два оттенка грусти
«Дикая орхидея 2: Два оттенка грусти» (англ. Wild Orchid II: Two Shades of Blue) — американский кинофильм 1991 года.

## Сюжет
Блю (Нина Семашко) хочет быть обычным южно-калифорнийским подростком 1950-х годов, иметь своего парня и множество нормальных друзей. Данная эротическая драма (связанная с предшественником только названием и именем режиссёра) описывает историю девушки. Отец Блю (Том Скерритт) — наркозависимый джаз-музыкант, а бросившая их мать — проститутка. Неприятности начинаются, когда у отца заканчивается героин и, вследствие наступившего расстройства тот теряет способность играть. Блю пытается ему помочь и находит деньги на инъекции, но когда он осознаёт, что для этого его дочь продала себя владельцу клуба — он умирает от потрясения. Блю продолжает работать в клубе, но там её дела идут неважно, и хозяин клуба продаёт её в престижный бордель, специализирующийся по высокопоставленным чиновникам. В один из выходных дней на пороге церкви она встречает привлекательного молодого человека. Джош (Брент Фрейзер) воплощает все её мечты, он добр, подтянут и аккуратен. Однако она не может ему рассказать правду о своей профессии и они должны расстаться. Блю подавлена, в таком состоянии она становится девушкой по вызову. Один из её клиентов, сенатор, предлагает ей заработать и поучаствовать в частной вечеринке, где, как выясняется её ждёт групповое изнасилование. Происходящее он снимает на камеру, но в самый критический момент появляется её шофёр Салли (Роберт Дави), ставший другом. Он спасет её и они вместе бегут из города, в конечном итоге, попадая в город Джоша. Там влюблённые вновь встречаются. Вскоре их находит и разгневанная хозяйка борделя (Венди Хьюз). Чтобы разлучить их, она демонстрирует Джошу видеозапись с Блю, сделанную сенатором.

## В ролях
| Актёр                | Роль              |
| -------------------- | ----------------- |
| Нина Семашко         | Блю МакДональд    |
| Венди Хьюз           | Элль              |
| Том Скерритт         | Хэм МакДональд    |
| Роберт Дави          | шофёр Салли       |
| Брент Фрейзер        | Джошуа Уинслоу    |
| Кристофер МакДональд | сенатор Диксон    |
| Джо Даллесандро      | Жюль              |
| Кейси Сендер         | капитан Эдвардс   |
| Стаффорд Морган      | полковник Уинслоу |
| Дон Блумфилд         | Джей Джей Кларк   |
| Глория Рубен         | Селеста           |
| Джинн Бейтс          | миссис Фелт       |